# Tabanus eggeri
Espèce
Tabanus eggeri  est une espèce méditerranéenne de taons que l'on trouve dans le Sud de la France, l'Italie, l'Albanie, la Croatie, l'Herzégovine, la Bulgarie, le Portugal et le Maroc. 
Il y a aussi des enregistrements non vérifiés de cette espèce en Espagne et en Israël.